# Orsidis andamanensis
Orsidis andamanensis är en skalbaggsart som beskrevs av Stefan von Breuning 1958. Orsidis andamanensis ingår i släktet Orsidis och familjen långhorningar. Inga underarter finns listade i Catalogue of Life.